# Eliot Bujupi
Eliot Bujupi (Böblingen, 3 luglio 2006) è un calciatore kosovaro con cittadinanza tedesca, attaccante dello Stoccarda Under-19 e della nazionale kosovara.

## Carriera

### Club
Bujupi è cresciuto nel settore giovanile dello Stoccarda, con cui ha firmato il suo primo contratto professionistico il 10 luglio 2024.

### Nazionale
Ha giocato con le nazionali giovanili tedesche Under-16 ed Under-17 prima di optare per la nazionalità kosovara, dove ha debuttato con l'Under-19.
Ha debuttato con la nazionale kosovara il 9 giugno 2024 nell'incontro di UEFA Nations League contro Cipro.

## Statistiche

### Cronologia presenze e reti in nazionale
| Cronologia completa delle presenze e delle reti in nazionale ― Kosovo | Cronologia completa delle presenze e delle reti in nazionale ― Kosovo | Cronologia completa delle presenze e delle reti in nazionale ― Kosovo | Cronologia completa delle presenze e delle reti in nazionale ― Kosovo | Cronologia completa delle presenze e delle reti in nazionale ― Kosovo | Cronologia completa delle presenze e delle reti in nazionale ― Kosovo | Cronologia completa delle presenze e delle reti in nazionale ― Kosovo | Cronologia completa delle presenze e delle reti in nazionale ― Kosovo |
| Data                                                                  | Città                                                                 | In casa                                                               | Risultato                                                             | Ospiti                                                                | Competizione                                                          | Reti                                                                  | Note                                                                  |
| --------------------------------------------------------------------- | --------------------------------------------------------------------- | --------------------------------------------------------------------- | --------------------------------------------------------------------- | --------------------------------------------------------------------- | --------------------------------------------------------------------- | --------------------------------------------------------------------- | --------------------------------------------------------------------- |
| 9-9-2024                                                              | Larnaca                                                               | Cipro                                                                 | 0 – 4                                                                 | Kosovo                                                                | UEFA Nations League 2024-2025                                         | -                                                                     | 87’                                                                   |
| Totale                                                                |                                                                       | Presenze                                                              | 1                                                                     |                                                                       | Reti                                                                  | 0                                                                     |                                                                       |